# Acacia gigantea
Acacia gigantea é uma espécie de leguminosa do gênero Acacia, pertencente à família Fabaceae.